# 당신이 좋아
당신이 좋아는 2009년에 남진에 의해 발표된 듀엣 가요 노래이다. 남진이 처음 발표했으며 이후 장윤정이 남진의 파트너로 함께 불렀다. 사랑의 의미가 담긴 트로트라서 결혼식 축가로 많이 쓰인다.

## 가사
1. 그대는 내 사랑 당신도 내 사랑~ 이 세상에 그 무엇도 쨉이 안되지~ 
원앙이 따로 있나~ 우리가 원앙이지~ 환상의 해피한 원앙이지~ 
(후렴)아~ 꿀 맛 같은 그대 사랑에~ 내 인생을 걸~었잖아~
비가 와도 좋아 눈이 와도 좋아 바람 불어도 좋아~ 
좋아 좋아 당~신이 좋아~

2. 그대는 내 운명 당신도 내 운명~ 하늘 아래 누가 와도 쨉이 안되지~
그대는 꽃 중에 꽃~ 당신은 벌 나비~ 환상의 해피한 꽃과 나비지~ 
(후렴)아~ 꿀 맛 같은 그대 사랑에~ 내 인생을 걸~었잖아~ 
비가 와도 좋아 눈이 와도 좋아 바람 불어도 좋아~ 
좋아 좋아 당신이 좋아~
(후렴)아~ 꿀 맛 같은 그대 사랑에~ 내 인생을 걸~었잖아~ 
비가 와도 좋아 눈이 와도 좋아 바람 불어도 좋아~ 
좋아 좋아 당신이 좋아~
좋아 좋아 당신이 좋아~